# Andrea Mantegna

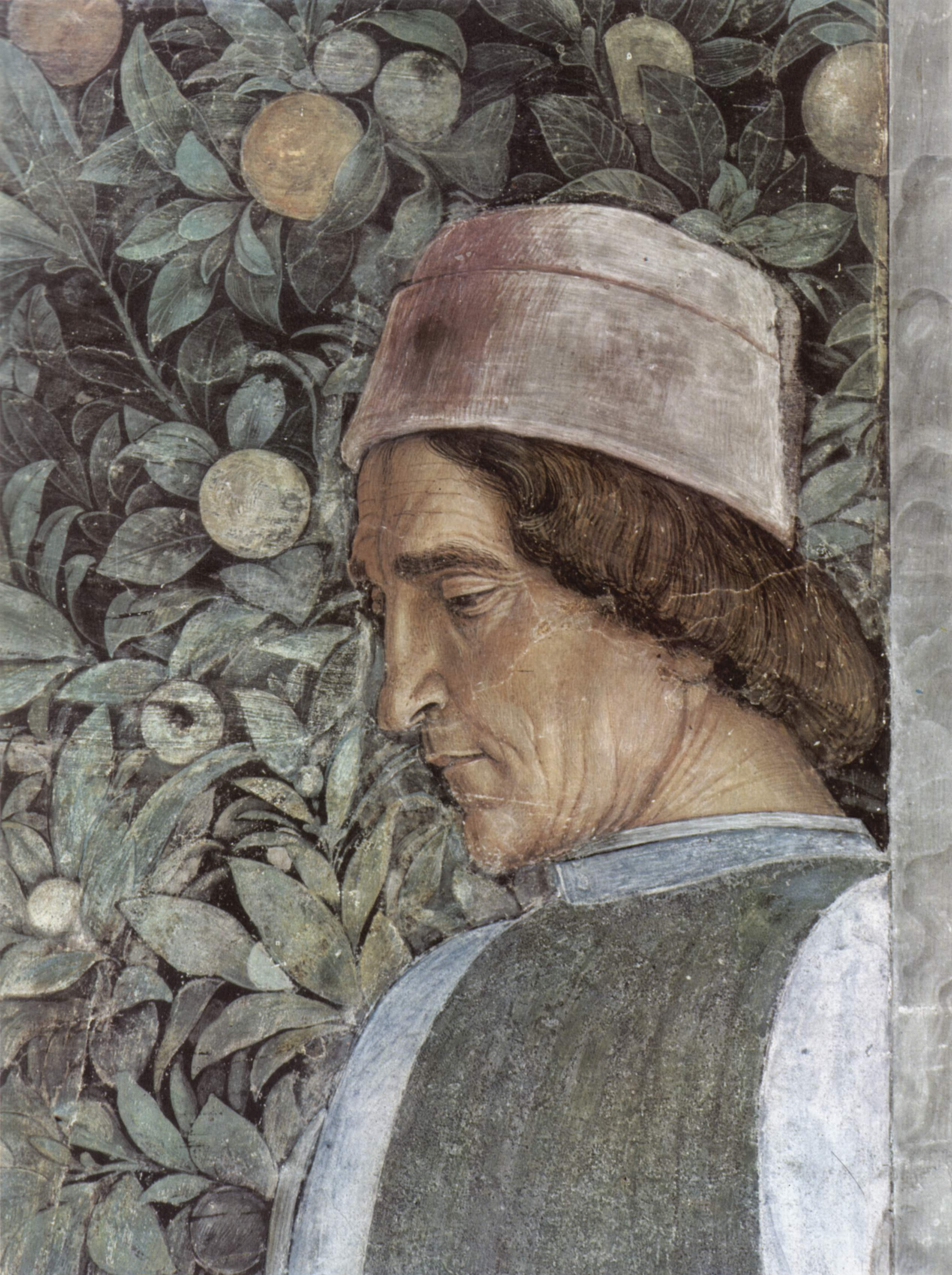
Detalhe dos afrescos da Sala dos esposos, em Mântua

Andrea Mantegna (Vicenza c.1431 – Mântua, 13 de setembro de 1506) foi um pintor e gravador do Renascimento na Itália. Foi o primeiro grande artista da Itália setentrional.

## Biografia

### Primeiros trabalhos
Mantegna nasceu na ilha de Cartura, perto de Vicenza, segundo filho do carpinteiro Biagio. Aos onze anos começou como aprendiz de Francesco Squarcione, um pintor de Pádua, cuja vocação inicial de alfaiate foi suplantada pela sua paixão pela arte clássica e antiga. Como seu compatriota Petrarca, Squarcione era fanático pela antiga Roma, tendo viajado pela Itália e talvez pela Grécia coletando obras de arte e desenhando-as e passando seus estudos adiante para 137 alunos que passaram por suas mãos. Mantegna foi seu pupilo favorito, tendo estudado fragmentos de esculturas romanas e também perspectiva. Mas com a idade de 17 anos deixou o mestre, reclamando depois de não ter recebido sua parte nas obras comissionadas.
Pádua era atrativa para artistas iniciantes tanto do Veneto quanto da Toscana, como Paolo Ucello, Fra Filippo Lippi e Donatello. Assim a carreira de Mantegna foi fortemente marcada pelos trabalhos da Escola Florentina. Seu primeiro trabalho comissionado foi uma peça, hoje perdida, para o altar da igreja de Santa Sofia, em 1448. No mesmo ano, junto com Nicolo Pizolo, trabalhou na decoração da capela Ovetari, da igreja dos Eremitas. Estas obras foram perdidas também, durante bombardeios na Segunda Guerra Mundial, em 1944, sobrevivendo apenas alguns estudos feitos para o afresco São Jerónimo ordena sua execução. Pode se ver que embora pareça, não é uma cópia de nenhuma obra clássica romana. Mantegna também adota o drapeado característico grego-romano nas roupas de suas figuras, embora a tensão e a interação se deva a Donatello. Os desenhos preparatórios provam que figuras nuas foram usadas na concepção dos trabalhos. Ele usava também um ponto de vista chamado olho do verme, que alargava e ampliava a cena, como se vê em Santissima Trindade com a Virgem e São João.
Enquanto o jovem prosseguia seus estudos, caiu sob a influência de Jacopo Bellini, pai dos celebrados pintores Gentile Bellini e Giovanni Bellini e da jovem Nicolosia, com quem Mantegna se casou em 1453. Ao mesmo tempo se desentendeu com seu antigo mestre Squarcione, que o criticou, levando-o a deixar Pádua, passando o resto de sua vida entre Verona, Mântua, Roma e provavelmente Veneza. Em Verona pintou uma Madona com anjos e santos para o altar da igreja de São Zeno Maior.

### Mântua

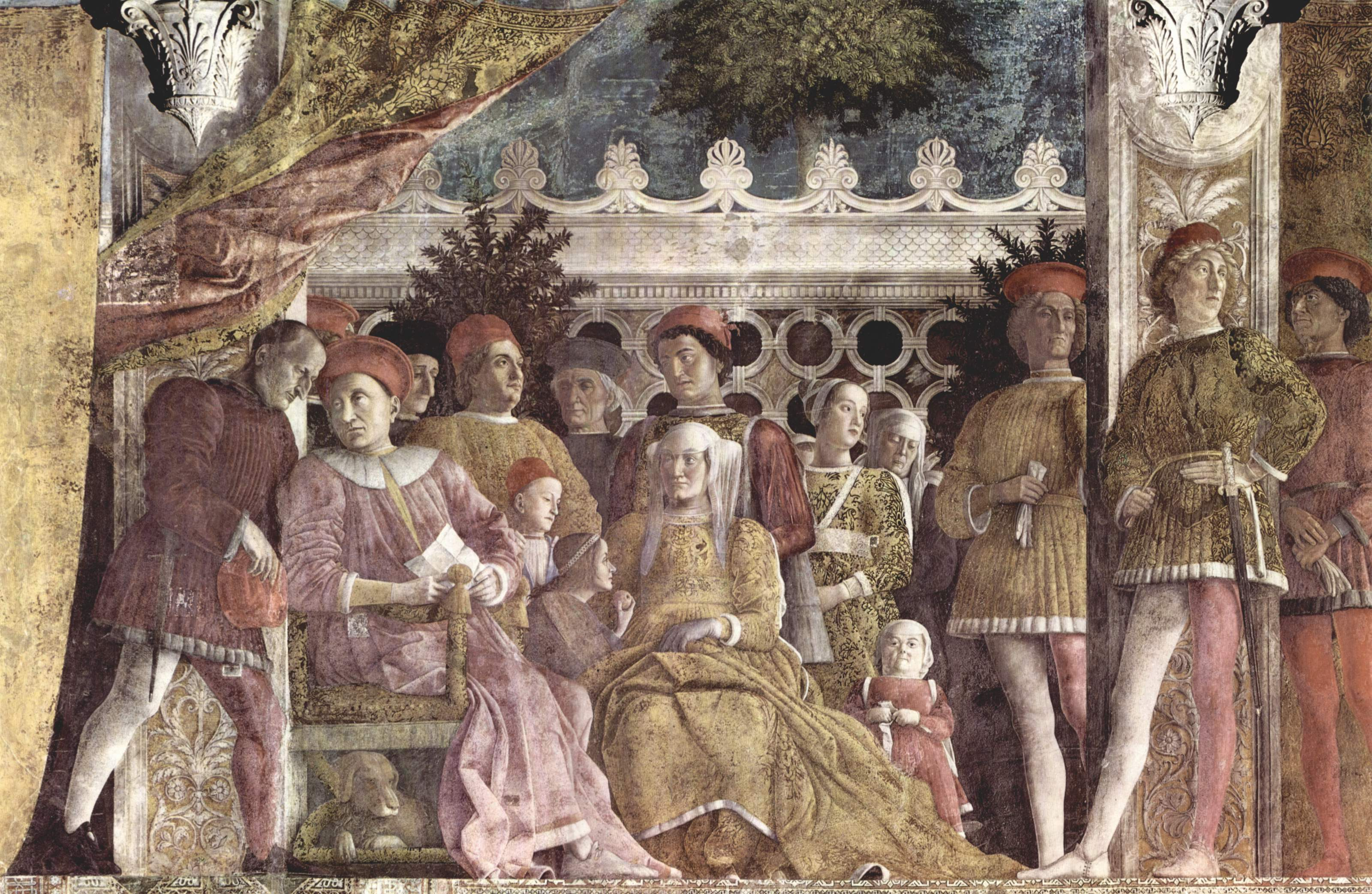
A corte dos Gonzaga, cena da Sala dos esposos, Mântua

O Marques Ludovico Gonzaga de Mantua convidou Mantegna em 1460 para ser o artista da corte pelo alto salário para a época de 75 liras mensais, sendo o primeiro artista eminente a residir em Mântua. Sua obra maior do período foi pintada num aposento do castelo, hoje conhecida como Sala dos esposos, uma série de afrescos que incluíam retratos de membros da família Gonzaga, terminada provavelmente em 1474. Os anos que se seguiram não foram felizes, a morte do filho Bernardino, de Ludovico, de seu sucessor Frederico, que o nomeara cavaliere, e seu caráter irritável lhe traziam dissabores. Mas a eleição de Francisco II Gonzaga trouxe novo alento aos artistas. Mantegna comprou uma casa espaçosa perto da igreja de São Sebastião e a decorou com um excesso de pinturas e também obras da época do Império Romano.
Mantegna foi convidado em 1488, pelo Papa Inocêncio VIII a pintar afrescos para a capela do Belvedere, no Vaticano. A série de afrescos, incluindo um Batismo de Cristo, foi destruída a mando do Papa Pio VI em 1780. O Papa Inocêncio VIII tratou Mantegna com menos liberalidade que a corte de Mântua, mas mesmo assim o relacionamento, que durou até 1500, foi satisfatório para ambos. Ele aproveitou para estudar os monumentos antigos, mas se desapontou com a cidade. Voltou para Mântua em 1490 com uma visão mais literária e amarga da Antiguidade, e teve uma forte conexão intelectual com a nova marquesa, a culta e inteligente Isabella d'Este. Trouxe consigo nove pinturas em têmpera, Triunfo de César que provavelmente começara em Roma e terminou em 1492. Estas sempre foram consideradas entre seus melhores trabalhos, invenção superior esplendorosa e com ensinamentos clássicos. Infelizmente, estão hoje danificadas por péssimas restaurações.
A despeito de sua saúde declinante, continuava ativo. Outras obras desse período incluem Madona da caverna, São Sebastião e o famoso Lamentação sobre Cristo Morto, provavelmente pintado para sua própria capela funerária. Também a Madona da Vitória, hoje no Louvre são dessa fase. Pintou A Batalha de Fornovo, onde a vitória de Francesco Gonzaga apareceria como uma conquista italiana; a igreja onde a obra estava originalmente também foi construída com desenho de Mantegna.
Desde 1497 recebera de Isabella d'Este a tarefa de ilustrar as paredes de seus aposentos privados no palácio Ducal com cenas mitológicas inspiradas nos poemas do poeta da corte Paride Ceresara, obras infelizmente dispersadas nos anos seguintes.

### Últimos anos

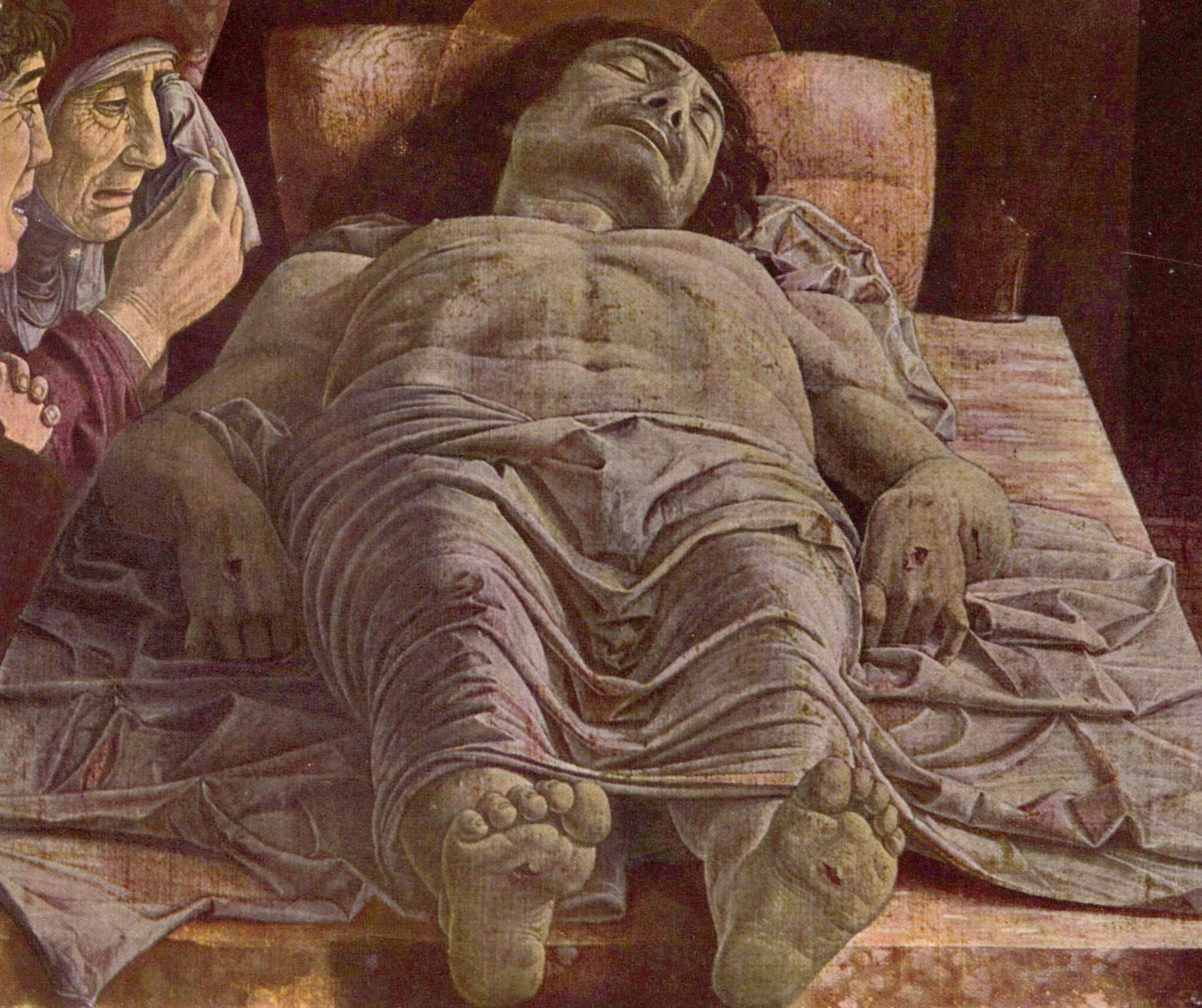
Lamentação sobre o Cristo Morto, obra de Mantegna, atualmente na Pinacoteca de Brera, Milão

Após a morte de sua esposa, Mantegna ainda foi pai, em idade avançada, de um filho natural, Giovanni Andrea. Teve também vários problemas como o banimento de seu filho Francesco, que incorreu na ira da marquesa. Finalmente morreu em setembro de 1506. Seus filhos erigiram um monumento sobre sua tumba na igreja de Santo André, onde ele tinha executado o altar da capela mortuária. O forro da capela foi decorado por Correggio como uma homenagem ao grande mestre.

## Gravuras

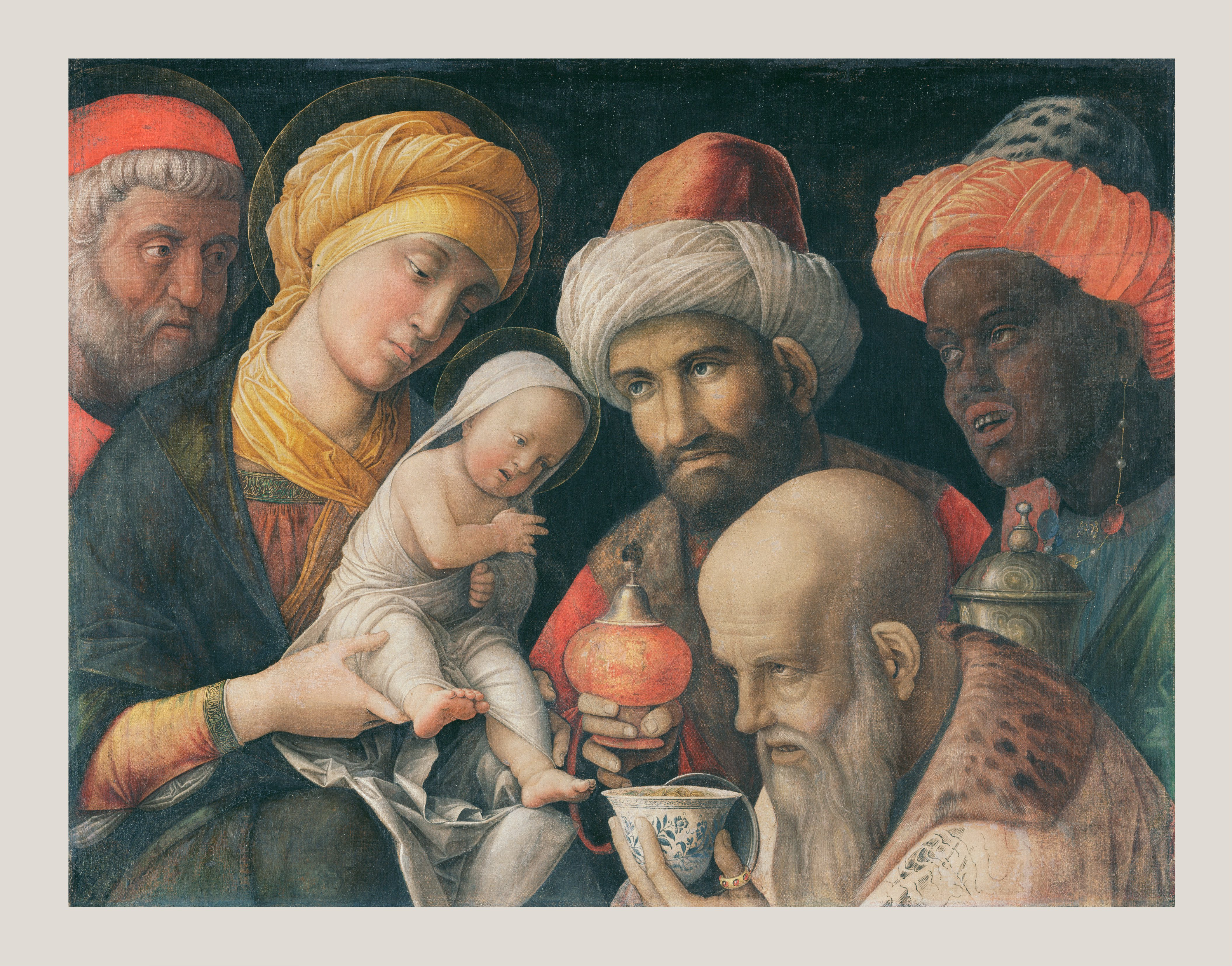
Adoração dos Magos, pintura atribuída a Andrea Mantegna. Feita aproximadamente entre 1495 e 1505

Embora sua obra como pintor seja magnífica, Mantegna não foi menor como gravador, embora, por não ter assinado seus trabalhos (com exceção de um único em 1472), esta parte de sua obra seja mais historicamente obscura. O que nos chegou foi que começou a gravar suas placas em Roma, sob influência de Baccio Baldini e Sandro Botticelli. Mas parece que já em Pádua teria trabalhado sob a tutela de um famoso ourives chamado Niccoló. Supostamente existem cerca de cinquenta placas, umas trinta indiscutíveis como obra sua, grandes, bem estudadas, com muitas figuras. As principais seriam Triunfos Romanos, Bacanais, Hercules e Antaeus, Deuses Marinhos, Judite com a cabeça de Holofernes, Deposição da cruz, Ressurreição e Madona da gruta. Sua técnica é caracterizada pelas formas fortemente marcadas e as sombras oblíquas e formais. As gravuras eram executadas em folhas de cobre e as edições eram tiradas em duas formas, suave, com pressão manual, e usando prensa, onde a tinta é mais forte.

## Legado

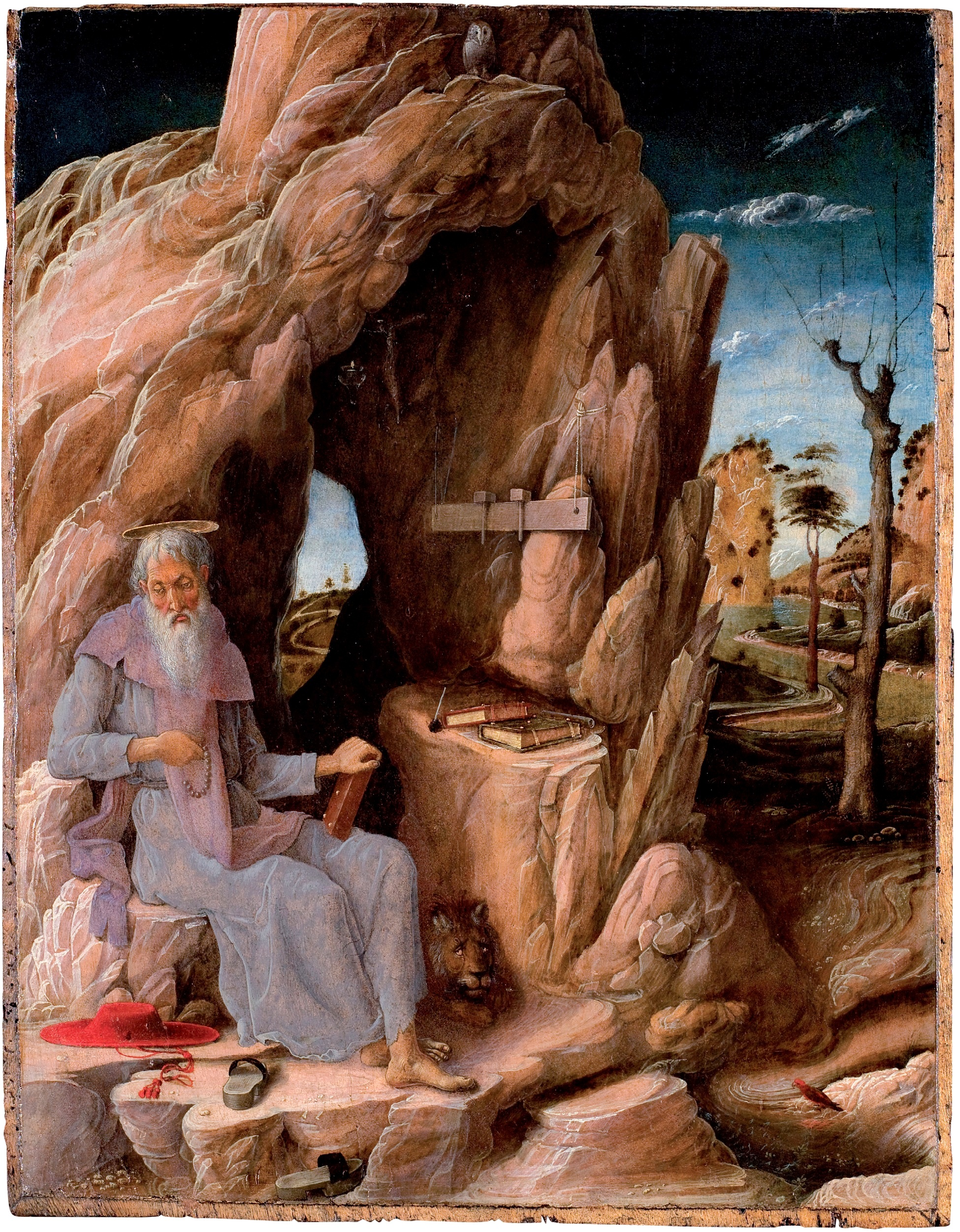
São Jerônimo Penitente no Deserto, obra exposta no Museu de Arte de São Paulo, São Paulo

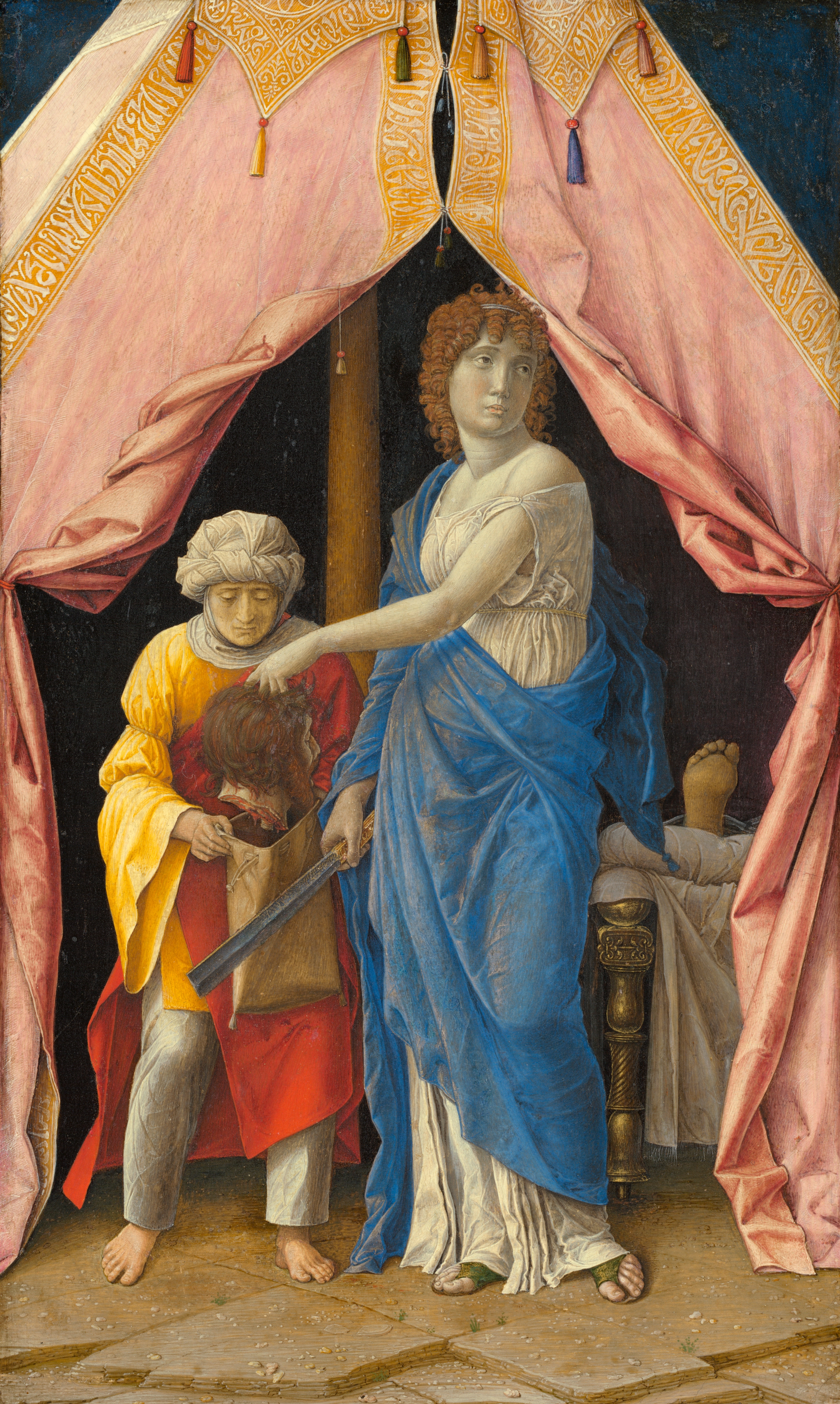
Judite e Holofernes, obra exposta na National Gallery of Art, Washington

Embora substancialmente relacionada com o século XV, a influência de Mantegna está bem marcada sobre o estilo e as tendências da arte italiana de sua época. Giovanni Bellini em seus primeiros trabalhos obviamente segue os passos do cunhado. Albrecht Durer foi influenciado por seu estilo durante suas duas viagens à Itália. Leonardo da Vinci pegou de Mantegna o uso da decoração com festões e frutas. Mas o maior legado é considerado a introdução de um ilusionismo espacial, seja em afrescos ou em pinturas sacras; sua tradição de decorar forros foi seguida por três séculos. Inspirando-se no Sala dos esposos, Correggio produziu sua obra maior do domo da catedral de Parma baseado na pesquisa de Mantegna sobre perspectiva.

## Obras
- Capela Ovetari (1448) - Padua
- São Jerônimo Penitente no Deserto (1448-1451) - Museu de Arte de São Paulo, São Paulo
- A Adoraçào dos Pastores (c. 1451-1453) - 40 x 55,6 cm, Metropolitan Museum of Art, Nova Iorque
- Crucificação (1457-1459) - 67 x 93 cm, Louvre, Paris
- Jardim da Agonia (c. 1459) - 63 x 80 cm, National Gallery, Londres
- Retrato do Cardeal Lodovico Trevisano, (c. 1459-1469) - 44 x 33 cm, Staatliche Museen, Berlim
- Altar de São Lucas (1453) - 177 x 230 cm, Pinacoteca di Brera, Milão
- Morte da Virgem (c. 1461) - 54 x 42 cm, Museo del Prado, Madrid
- Retrato de Homem (c. 1460) - National Gallery of Art, Washington
- Apresentação no Templo (c. 1460-1466) - 67 x 86 cm, Staatliche Museen, Berlim
- Madona com a Criança Adormecida (c.1465-1470) - 43x32 cm, Staatliche Museen, Berlim
- São Jorge (c. 1460) - 66 x 32 cm, Gallerie dell'Accademia, Veneza
- Altar de São Zeno (1457-1460) - 480 x 450 cm, Basílica de São Zeno, Verona
- São Sebastião (c. 1457-1459)- 68 x 30 cm, Kunsthistorisches Museum, Viena
- Retrato de Carlos de Medici (c. 1467) - 40.6 x 29.5 cm, Uffizi, Florença
- Sala dos Esposos (1474) - Mântua
- Madona com o Menino e Coro de Querubins (c. 1485) - 88 x 70 cm, Pinacoteca di Brera, Milão
- Triunfo de César (c. 1486) - Hampton Court, Londres
- Lamentação sobre o Cristo Morto (c. 1490) - 68 x 81 cm, Pinacoteca di Brera, Milão
- Madona da Caverna (1489-1490)) - Uffizi, Florença
- São Sebastião (1490) - Ca' d'Oro, Veneza
- Madona da Vitória (1495) - 285 x 168 cm, Louvre, Paris
- Sagrada Família (c. 1495-1500) - 75.5 x 61.5 cm, Dresdengallerie, Dresden
- Judite e Holofernes (1495) - National Gallery of Art, Washington
- Minerva Caça o Vício no Jardim das Virtudes (c. 1502) - 160x192 cm, Louvre, Paris
- Parnaso (Marte e Venus) (1497) - 160 x 192 cm, Louvre, Paris

## Algumas obras

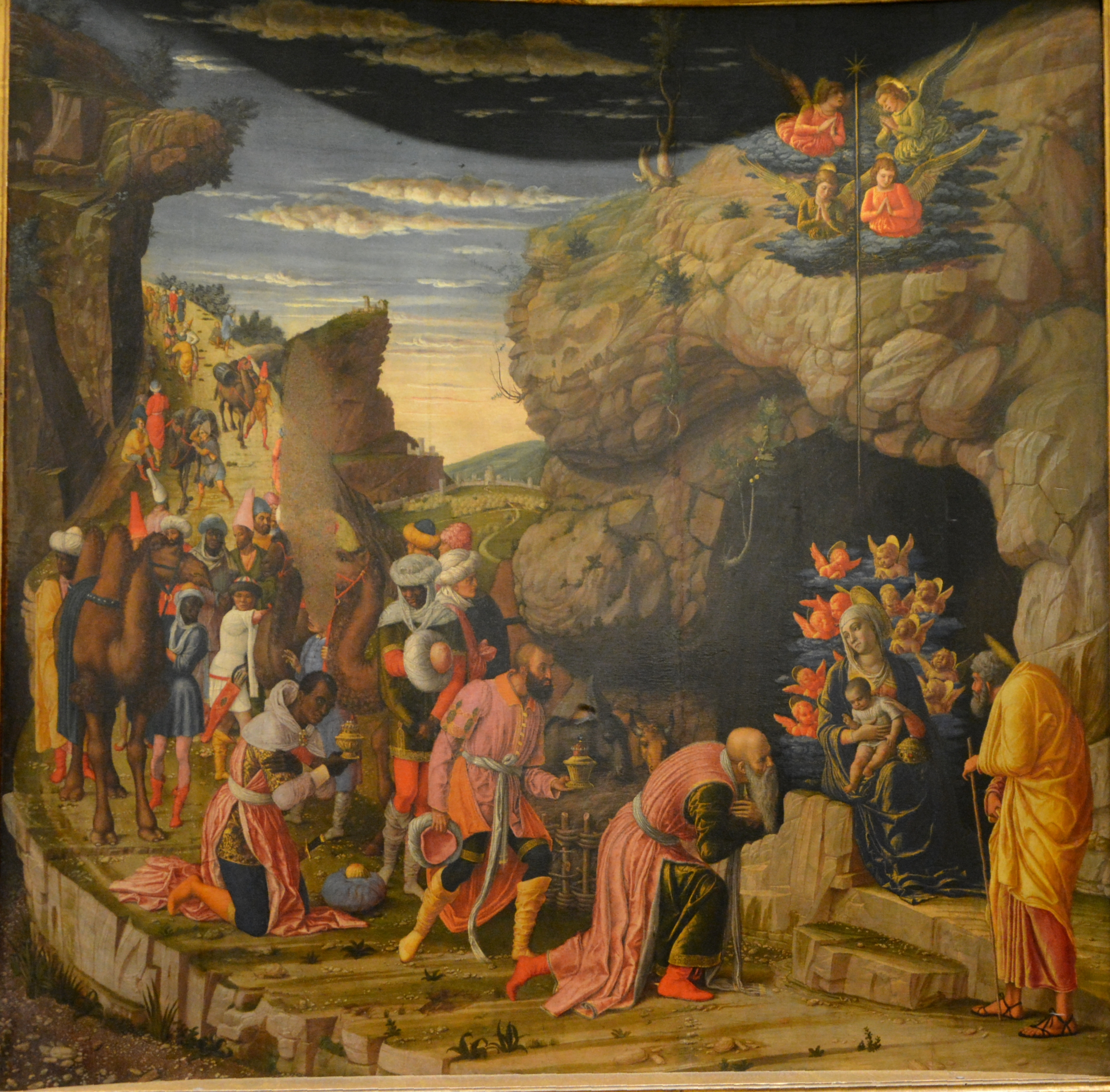
Adoração dos três reis magos
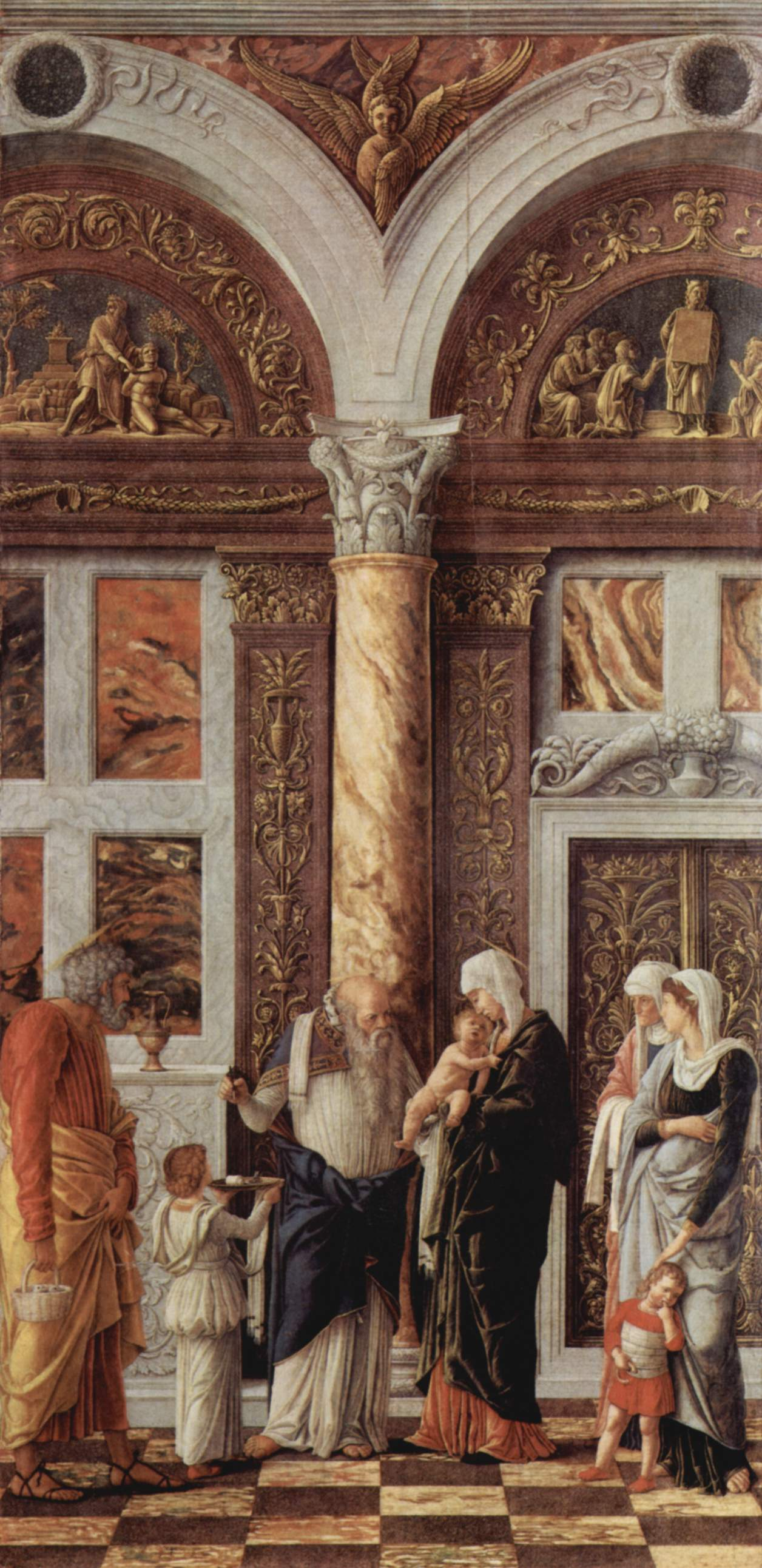
A circuncisão de Jesus
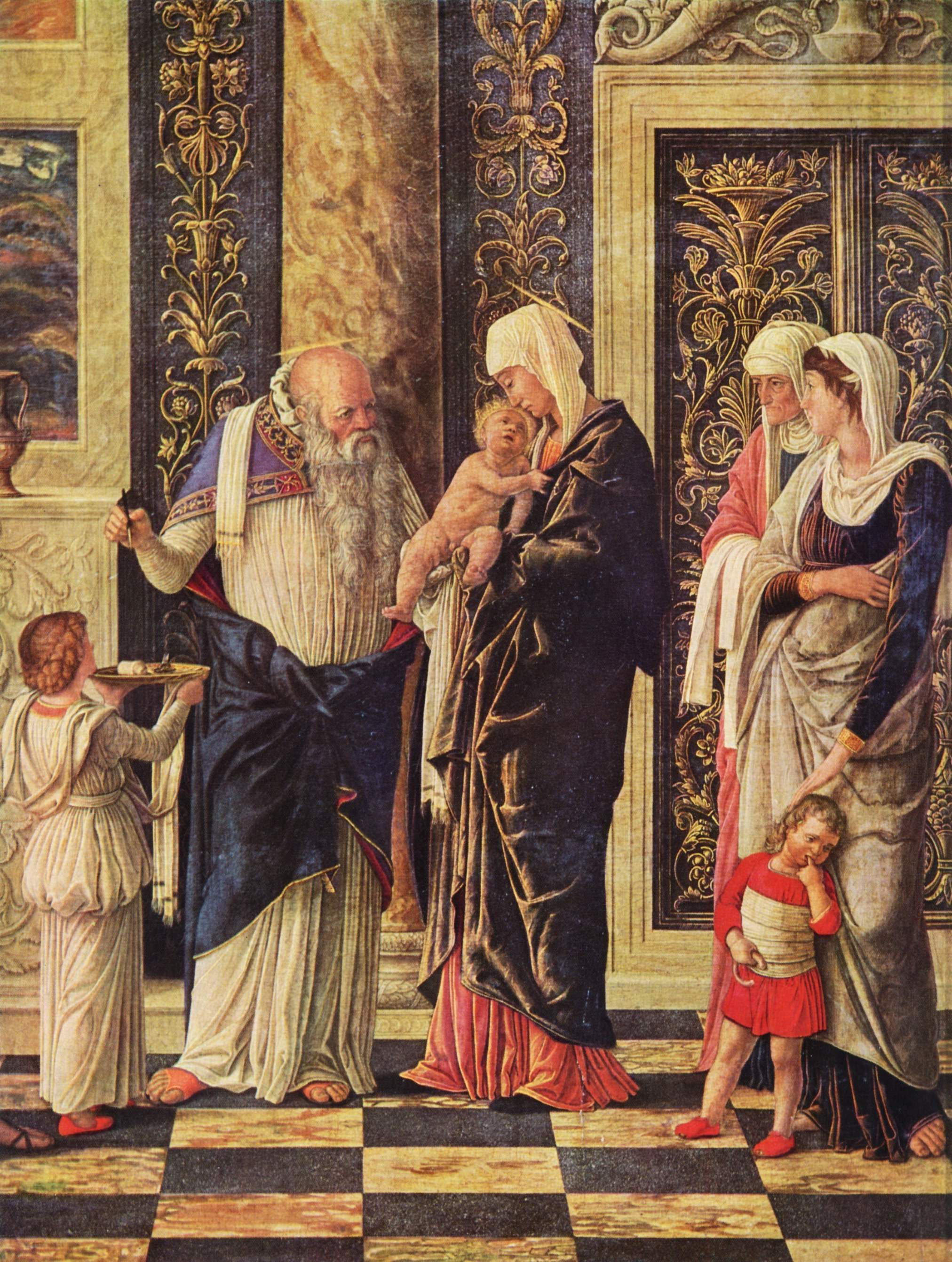
A circuncisão de Jesus, pormenor
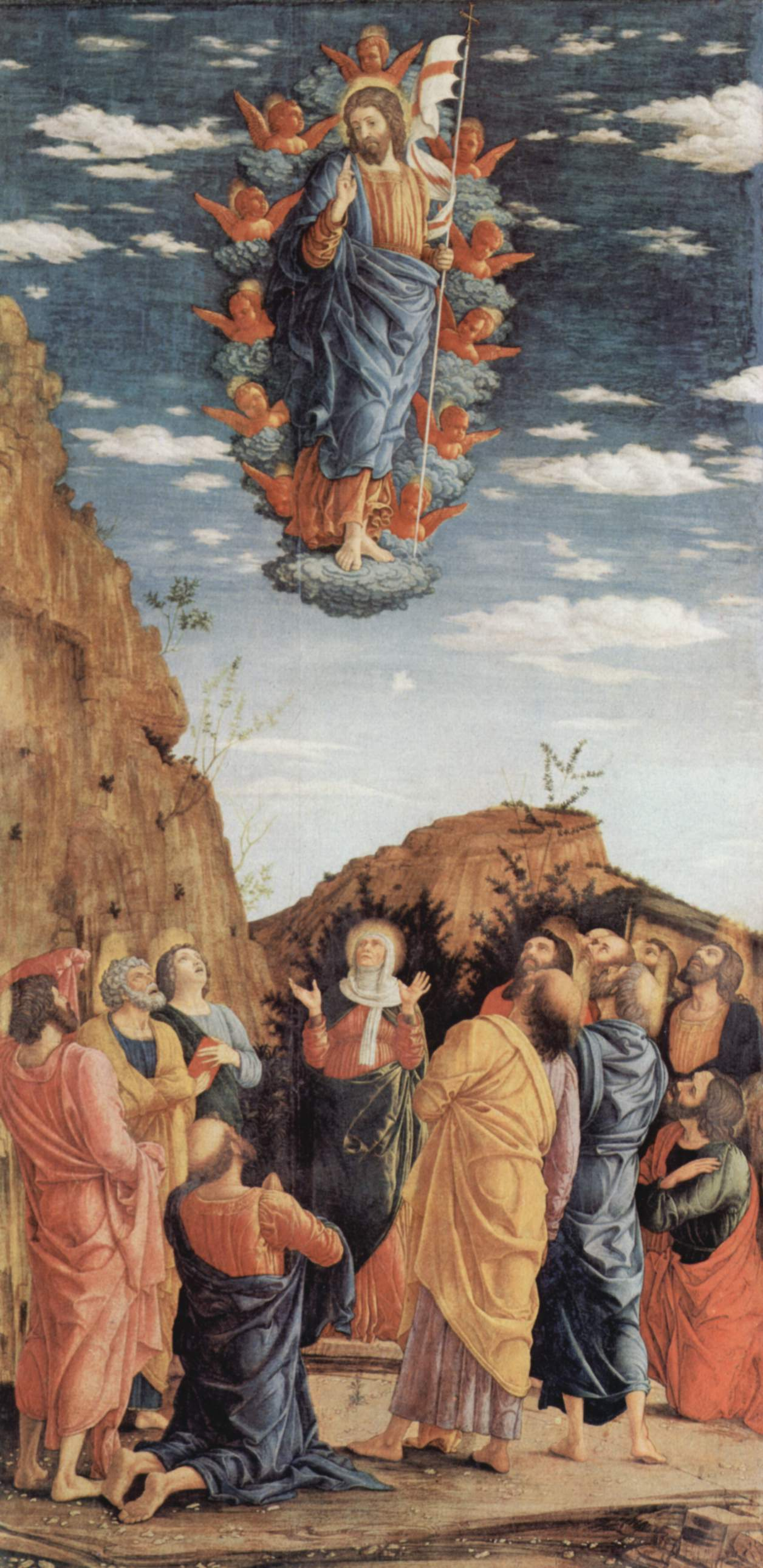
A Ascensão
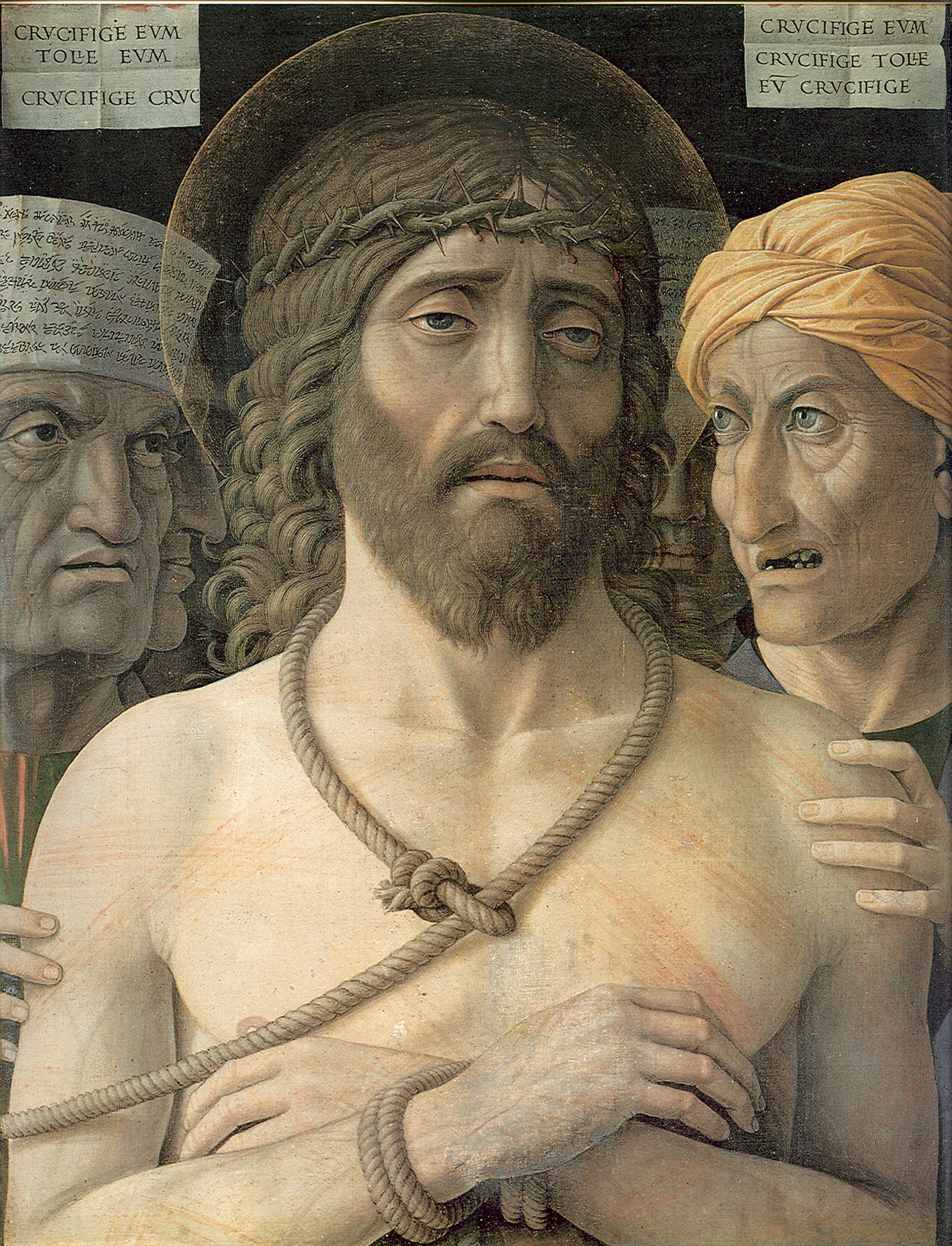
Ecce Homo, Museu Jacquemart-André, Paris